# عين سوداء
عين سوداء (بالإنجليزية: Black eye) أو ورم دموي أو رضة حول العين، هي كدمة حول العين غالبًا بسبب إصابة في الوجه وليس إصابة العين. ويطلق عليها هذا الاسم بسبب لون الكدمة. وتنتج العين السوداء عن النزيف في الأنسجة الموجودة تحت الجلد وحول العين. أحيانًا تتدهور الحالة إن لم تعرض على الطبيب خلال شهور، ويدلل ذلك على وجود إصابة أخطر، قد تصل إلى كسر في الجمجمة خاصة وإن كانت المنطقة المحيطة بكلتا العين محاطة بالسواد (عين الراكون)، أو في حالة إن كان بالرأس إصابة سابقة .
معظم إصابات العين السوداء ليست خطيرة، النزيف داخل العين يسمى التحدمية، ويعد خطيرًا ويمكن أن يتسبب في نقص النظر وتدمير القرنية. وقد يؤدي أيضًا ارتفاع ضغط الدم في العين إلى نفس الحالة.

## الأعراض والتشخيص
بالرغم من أن اسمها العين السوداء إلا أن العين لا تتأثر. القوة أو الصدمة الحادة لتجويف العين يؤدى إلى انفجار الشعيرات الدموية وينتج عنه النزيف (الكدمة). الأنسجة الدهنية ونقص وجود العضلات حول تجويف العين يسمح بوجود فراغ لتراكم الدم. وبمجرد إعادة امتصاص هذا الدم، تتكون العديد من الحبيبات الملونة الداكنة لتكون الكدمة التي تظهر خارجيًا.
المظهر الخارجي للكدمة (اللون الأسود الأرجواني والأزرق والتورم) لا يدل بالضرورة على خطورة الإصابة، كما أن معظم إصابات العين السوداء تتعافى خلال أسبوع.

## العلاج
إن لم يكن للعين نفسها إصابة، فلا حاجة للعلاج المكثف.
وضع كيس ثلجي يخفف من حدة التورم ويقلل النزيف الداخلى من خلال قبض الشعيرات الدموية. كما يمكن استخدام الأدوية المسكنة (قاتل الألم) للقضاء على الألم.

### حالات ذات صلة
إصابات العين والرأس تشترك في كونها تتسبب في العين السوداء، بعض العوارض الشائعة للاصابات الأخطر قد تتضمن 
- الرؤية المزدوجة.
- فقدان الرؤية والرؤية غير الواضحة.
- فقدان الوعي.
- عدم القدرة على تحريك العينين والتورم الكبير حول العين.
- نزول الدم أو سائل شفاف من الأنف أو الأذنين.
- دم على سطح العين نفسها أو قطع على سطح العين.
- الصداع المستمر والصداع النصفي.